# Cedar Falls
Cedar Falls és una població dels Estats Units a l'estat d'Iowa. Segons el cens del 2000 tenia 36.145 habitants.

## Demografia
Segons el cens del 2000, Cedar Falls tenia 36.145 habitants, 12.833 habitatges, i 7.558 famílies. La densitat de població era de 493,1 habitants per km².
Dels 12.833 habitatges en un 26,9% hi vivien nens de menys de 18 anys, en un 48,9% hi vivien parelles casades, en un 7,5% dones solteres, i en un 41,1% no eren unitats familiars. En el 25,5% dels habitatges hi vivien persones soles el 9,4% de les quals corresponia a persones de 65 anys o més que vivien soles. El nombre mitjà de persones vivint en cada habitatge era de 2,45 i el nombre mitjà de persones que vivien en cada família era de 2,91.
Per edats la població es repartia de la següent manera: un 18% tenia menys de 18 anys, un 30,6% entre 18 i 24, un 20,5% entre 25 i 44, un 19% de 45 a 60 i un 11,9% 65 anys o més.
L'edat mediana era de 26 anys. Per cada 100 dones de 18 o més anys hi havia 85,7 homes.
La renda mediana per habitatge era de 40.226 $ i la renda mediana per família de 56.158 $. Els homes tenien una renda mediana de 37.235 $ mentre que les dones 26.312 $. La renda per capita de la població era de 19.140 $. Entorn del 5,6% de les famílies i el 16,7% de la població estaven per davall del llindar de pobresa.

## Poblacions més properes
El següent diagrama mostra les poblacions més properes.